# Винанд Старинг, Антони Кристиан

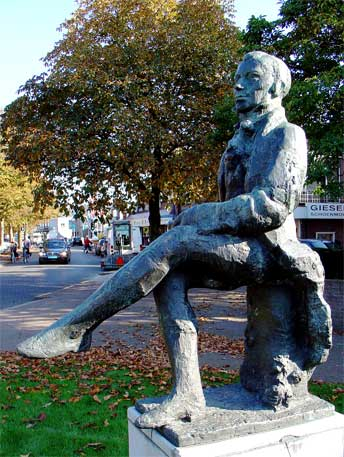
Памятник Винанду Старингу в Вордене

Антони (Антоний) Кристиан (Христиан) Винанд Старинг (24 января 1767 — 18 августа 1840) — голландский писатель и поэт-романтик.

## Биография
Сын служащего Голландской Ост-Индской компании, который был отправлен на мыс Доброй Надежды. Всю свою юность провёл в сельской местности. Воспитывался дядей, который был проповедником.
С 1773 по 1776 годы учился во французской школе Виллема Муйса, в 1776—1782 годах получил классическое среднее образование в Гауде, затем окончил университеты Хардервейка и Гронингена.  В студенческие годы находился под влиянием немецких сентименталистов.
С 1791 года занимался управлением своего имения Вильденборх, где жил до смерти.

## Творчество
Романтический поэт и писатель, одним из немногих, кто в то время писал на голландском языке. Автор ряда легенд и описаний природы в сентиментальном и юмористическом стиле. Издал четыре небольших тома стихов, но особенно преуспел в качестве нарративного поэта.
Написал в прозе «Schetsen» (Цютфен, 1816) и «Kleine Verhalen» (Арнгейм, 1837); его «Стихотворения» (1837; 4 изд., 1883) были оценены по достоинству лишь после его смерти: они отличаются оригинальностью, чувством и здоровым юмором.